# La Rovira (Camprodon)
La Rovira és una muntanya de 1.160 metres que es troba al municipi de Camprodon, a la comarca catalana del Ripollès. Es troba a l'Est del nucli urbà, just a la sortida del poble, i en les seves vessants hi trobem les fonts de Can Moi(al Nord), Llandrius (Oest) i del Vern (Sud).